# Bassano Romano
Bassano Romano (do roku 1964 Bassano Sutri) je městečko, ležící v kopcích vrchoviny Monti Sabatini, na úbočí mezi jezery Lago Bracciano a Lago Vico, v provincii Viterbo, v severní části kraje Lazio, asi 72 kilometrů severozápadně od Říma.

## Historie
Počátky osídlení sahají do raného středověku. Kolem roku 1000 bylo Bassano zemědělskou osadou. Roku 1160 si její vlastník Enotrio Serco zbudoval na vrcholu kopce opevněné sídlo, které bylo později přestavěno na knížecí palác a vyzdobeno freskami vynikajících umělců. Další dějiny ovlivňoval fakt, že území patřilo papežskému státu. V roce 1482 papež Sixtus IV. městečko s okolím zvané Foedus Bassani daroval římským patricijům rodu Anguillara. 
Po roce 1565 došlo k zásadnímu rozvoji obce, když ji papež Klement VIII. připsal římské větvi rodu Giustiniani, původně obchodníkům benátského a janovského původu (proslavil ji žoldnéř Giovanni Giustiniani Longo), do té doby podnikajícím v Římě. Renesanční architektura a stavitelství tehdy dosáhlo vrcholné úrovně stavbou paláce Giustiniani-Odescalchi, mostu a kláštera s kostelem San Vincenzo. Giorgio Vasari oceňoval Mattea Gustinianiho jako milovníka umění. V roce 1644 papež Inocenc X., povýšil hraběte z Bassana do knížecího stavu, ke společnosti na jeho dvoře tehdy patřil James Stuart, uchazeč o trůn krále Anglie a Skotska. 
V roce 1735 sem Giustinianiové ze Sieny přenesli manufakturu na výrobu manioku Bartolomea Terchiho. V 18. století Bassano zasáhly epidemie moru a cholery (v letech 1709, 1770 a 1786). V roce 1799 je opakovaně vydrancovalo francouzské vojsko císaře Napoleona Bonaparta. V roce 1854 přešlo vlastnictví z Giustinianiů na rod Odescalchiů. 
Během druhé světové války bylo Bassano sídlem německého wehrmachtu, stalo se dějištěm mnoha bojů, jež zanechaly stopy na zanedbaných domech až dosud. V roce 1964 byl název obce Bassano Sutri změněn na Bassano Romano, aby se zdůraznila jeho nezávislost na katedrále v Sutri s odlišovalo se dalších podobných názvů měst (Bassano di Teverina, Bassano del Grappa). 

## Památky

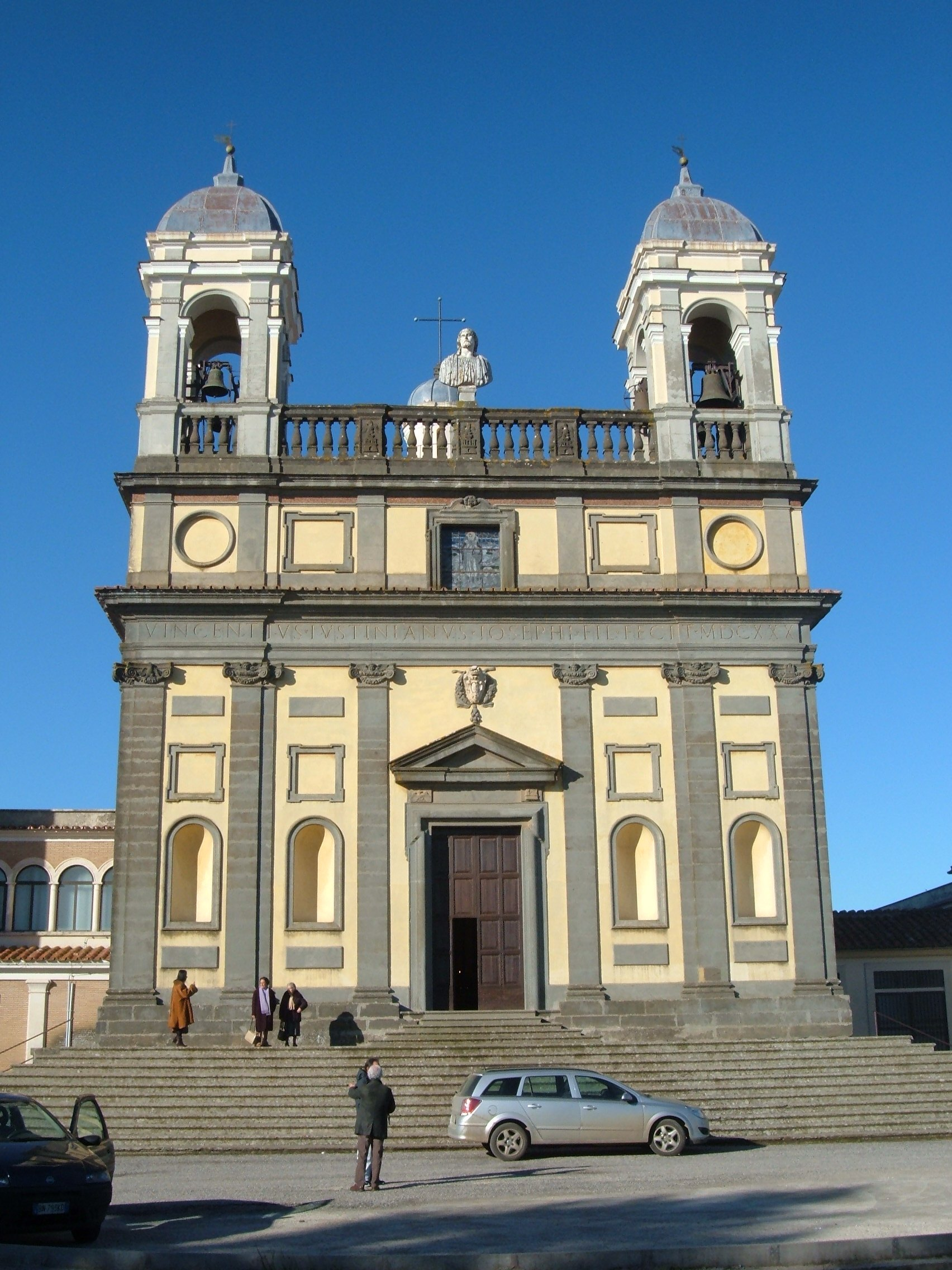
Jacopo Barozzi da Vignola: Bazilika San Vincenzo (dostavěna 1607)

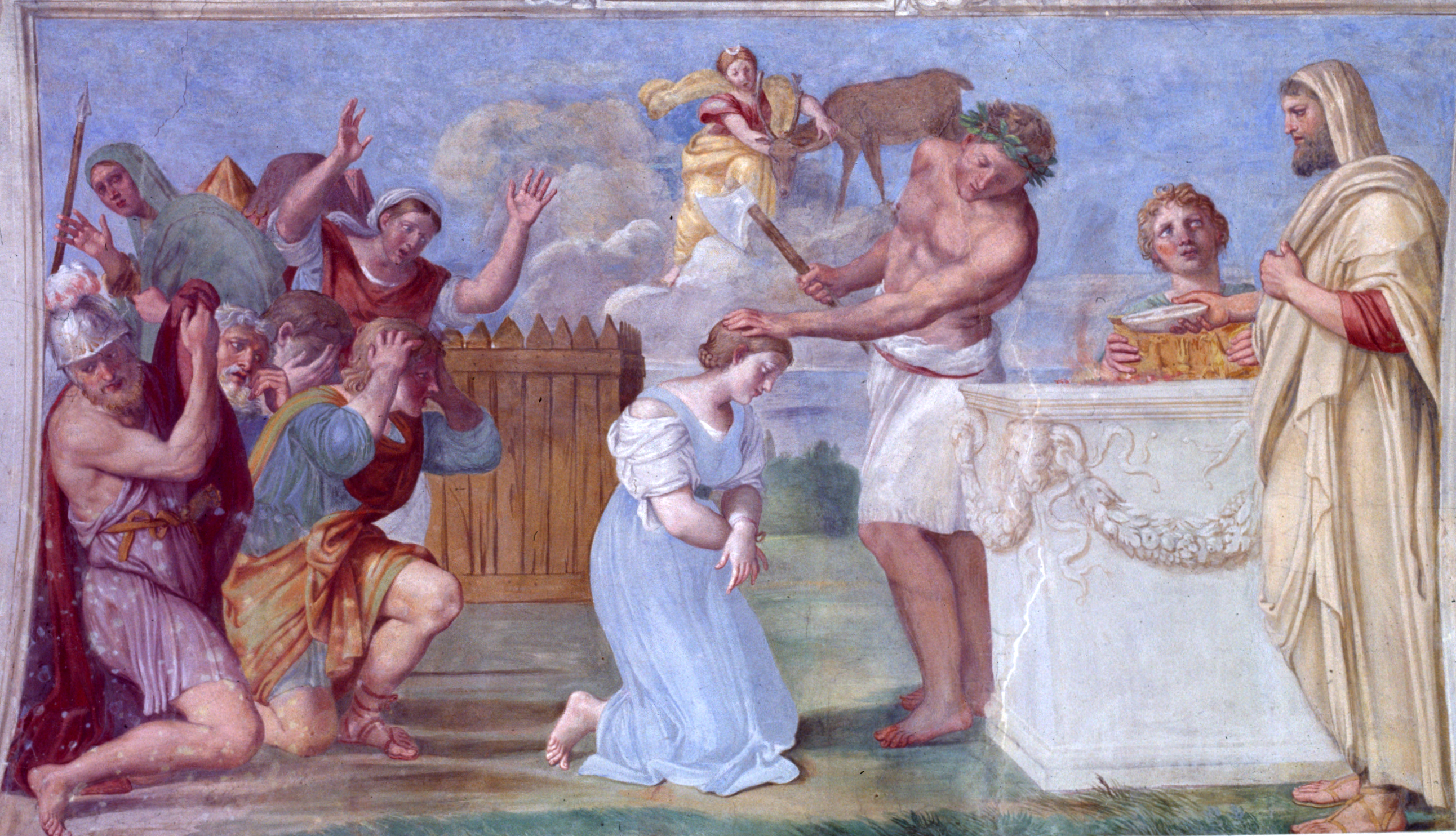
Domenichino: Smrt Ifigenie, detail z fresky v paláci Giustiniani-Odescalchi

- Kostel sv. Vincence ze Zaragozy (San Vincenzo di Saragoza) – trojlodní bazilika se dvěma věžemi a kupolí v křížení dostavěná roku 1607 patří k významným památkám pozdní římské renesance a počátků baroka, využívá starší projekt Jacopa Barozzi-Vignoly. Mecenášem stavby byl Vincenzo Giustiniani, mnohé finance pocházely z papežských odpustků. Kostel stojí při klášteře benediktinů silvestriánů, reformní skupiny, kterou ve 13. století inicioval mnich Silvestro da Osimo.[3] Uvnitř je mauzoleum rodiny Giustiniani a v kapli Michelangelova socha Krista Spasitele.
- Kostel Panny Marie v horách (Chiesa di Madonna dei Monti) – poutní chrám založený roku 600
- Kostel Nanebevzetí Panny Marie (Santa Maria Assunta)
- Špitální kostelík (Chiesa dell'Ospedale) – drobná jednolodní stavba, gotická freska Madony na oltáři
- Kostelík sv. Graciliána (San Gratiliano) – poutní kostel patrona města Bassano Romano; uvnitř bronzová busta světce, symbolizující legendární zázrak zjevení. Hlava je ve znaku a na korouhvi města. Každoroční slavnost se koná 12. srpna.
- Palác Giustiniani-Odescalchi – původně sídlo rodiny Anguillara, z něhož zůstala část strohého exteriéru. Dispozice paláce a interiéry byly v renesanci přebudovány na luxusní reprezentační vilu rodiny Giustiniani a pro členy papežského rodu Odescalchi. Fresky prováděli malíři Francesco Albani, Domenico Zampieri, zvaný Domenichino a Antonio Tempesta. Vasari uvedl také portrét řečníka Francesca Filetta od Tiziana v malovaném rámu Jacopa Bassana.[2] Většina obrazárny zůstala v římském Palazzo Giustiniani (Rafael, Giorgione, Caravaggio). Palác byl roku 2014 prohlášen za kulturní památku; slouží jako muzeum.
- Park Bracciano-Martignano – navazuje na palác, je chráněn jako regionální přírodní památka.
- Kamenný most (Ponte delle Vaschie)

## Okolí
Do svazku obcí s Bassanem patří Trevignano Romano, Capranica, Oriolo Romano, Sutri a Vejano.

## Galerie

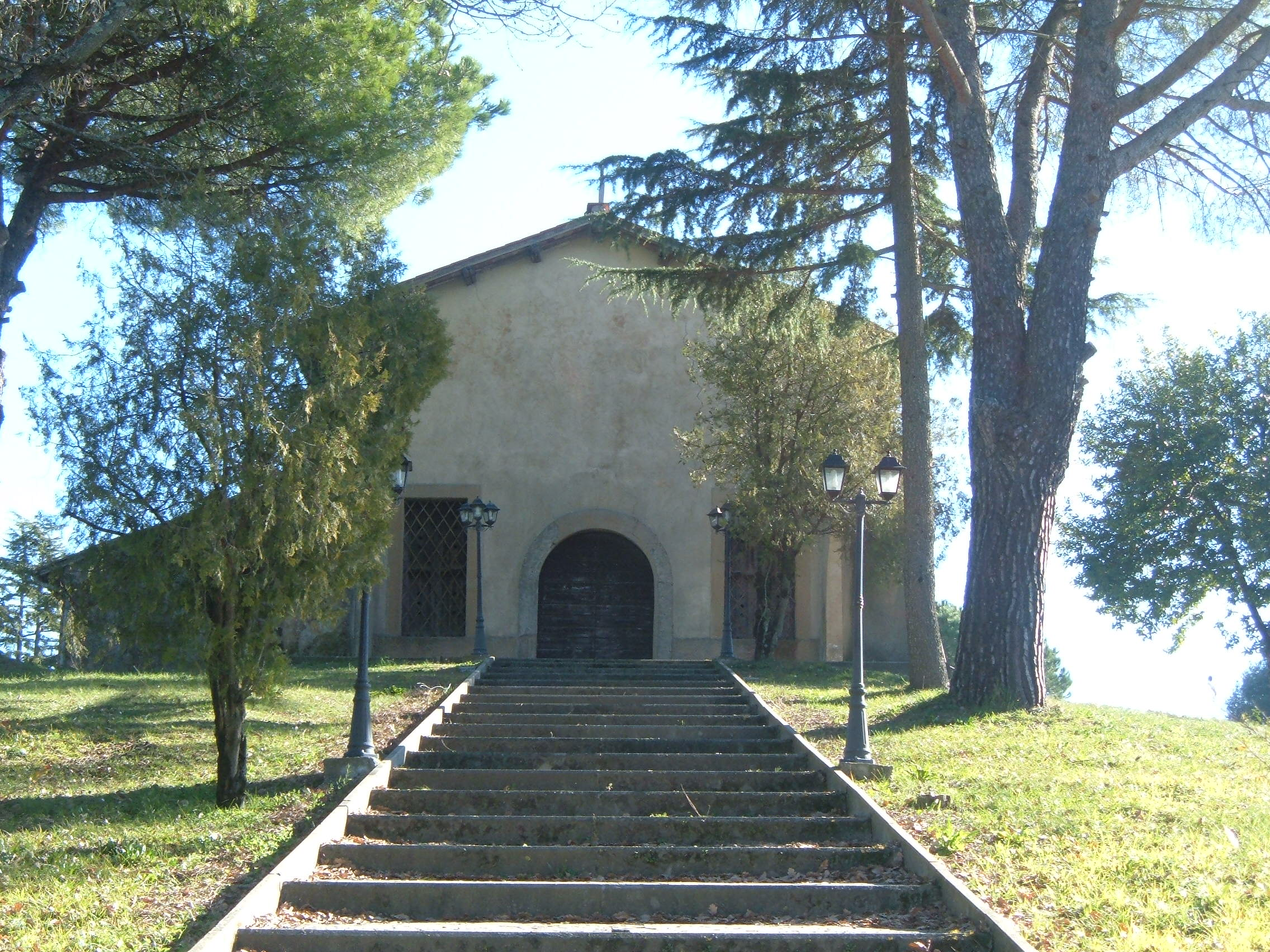
Madonna dei Monti
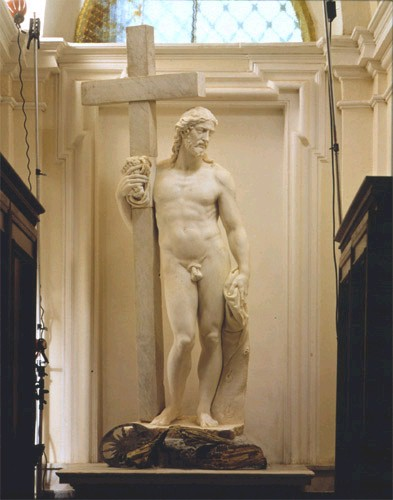
Michelangelo:Kristus Spasitel
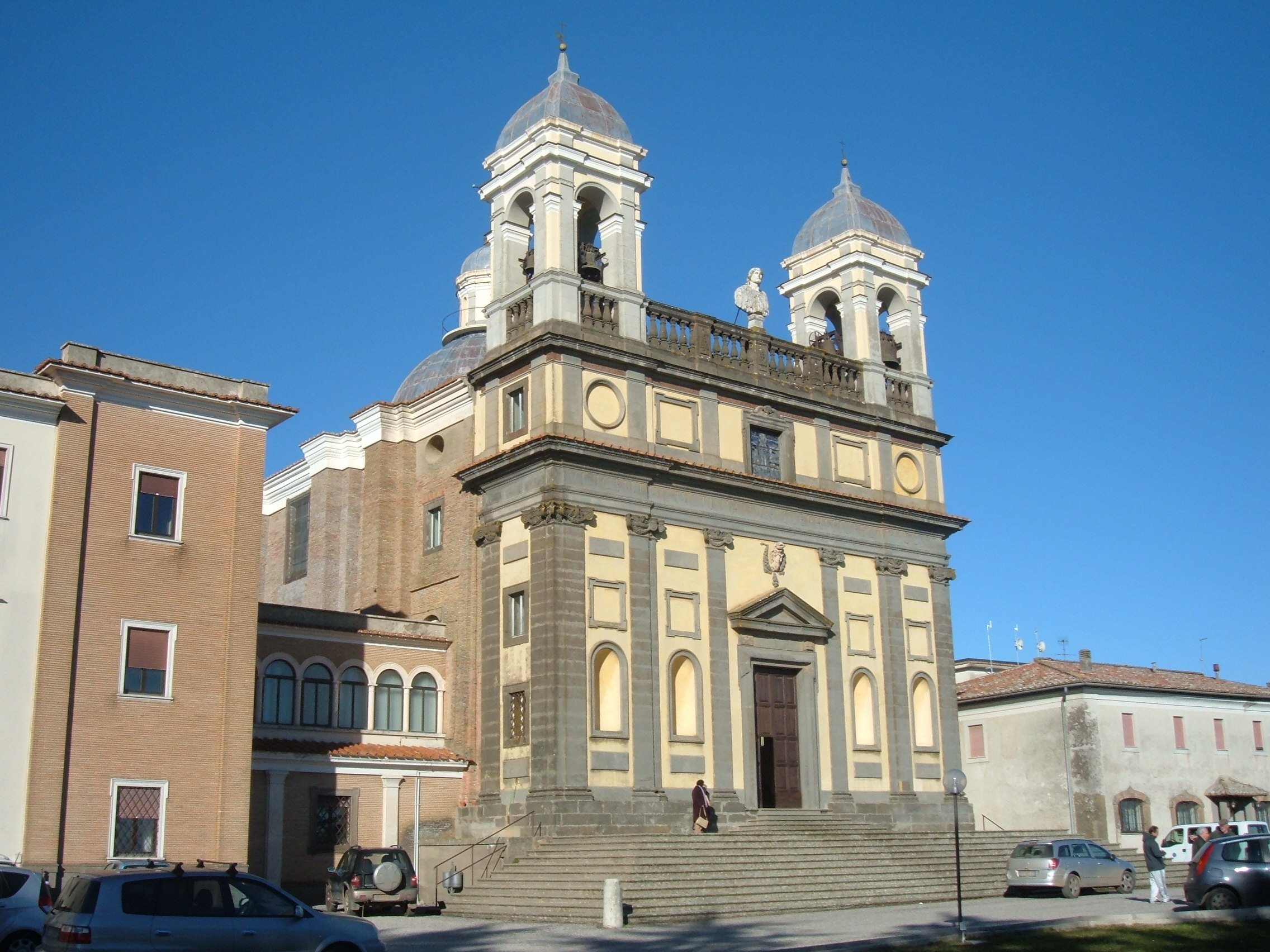
San Vincenzo
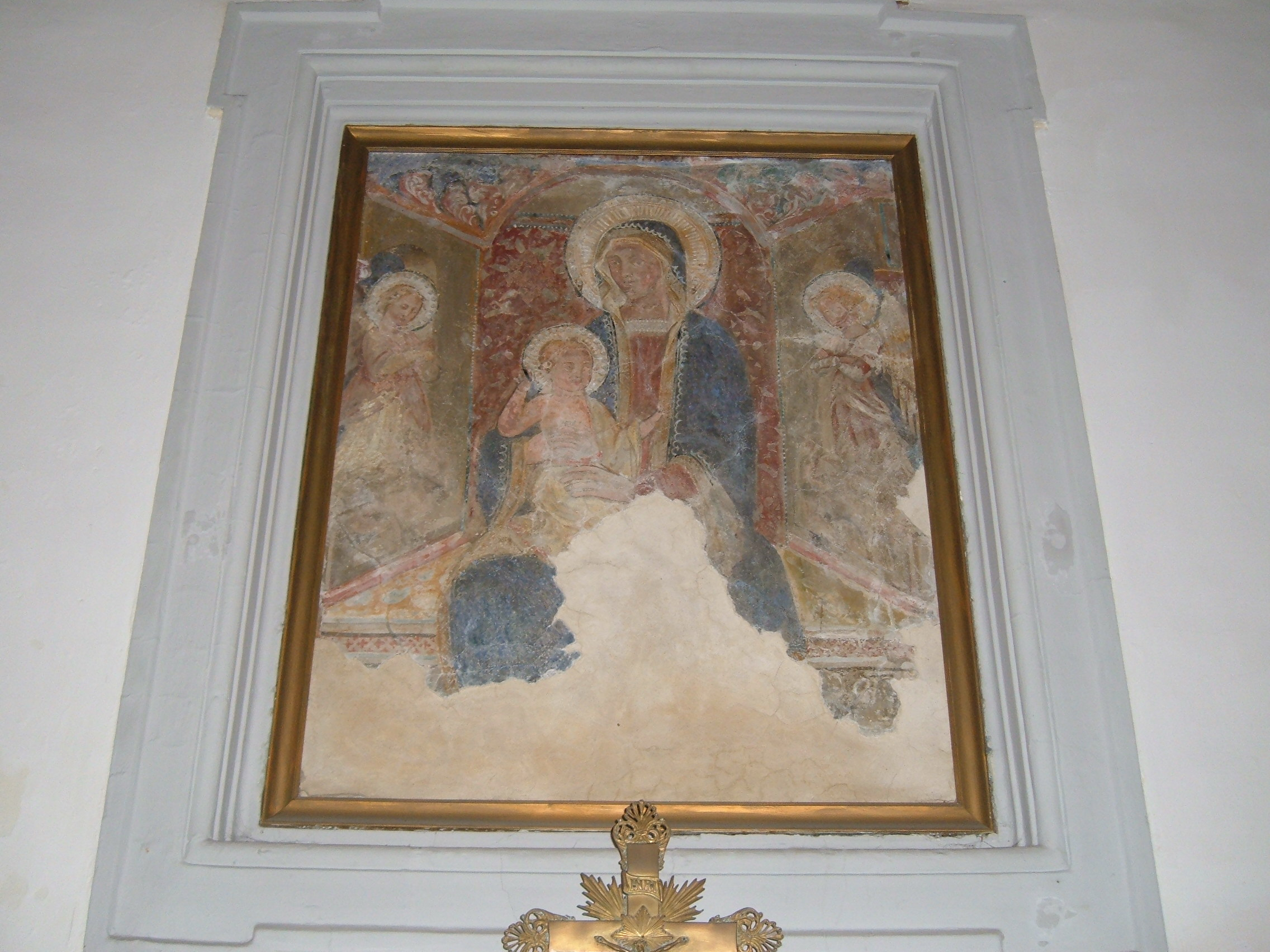
Madona ve špitálním kostele
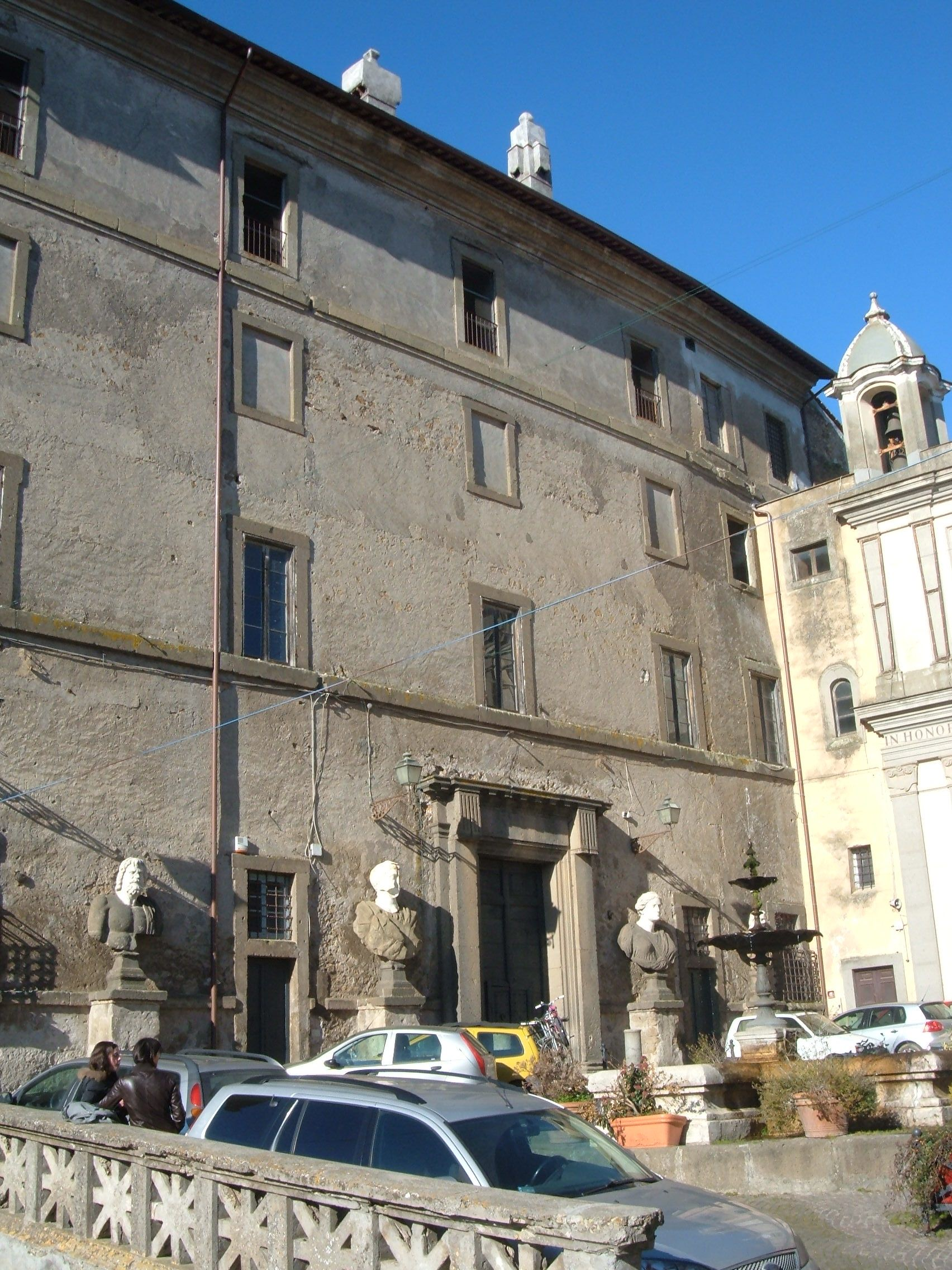
Průčelí paláce
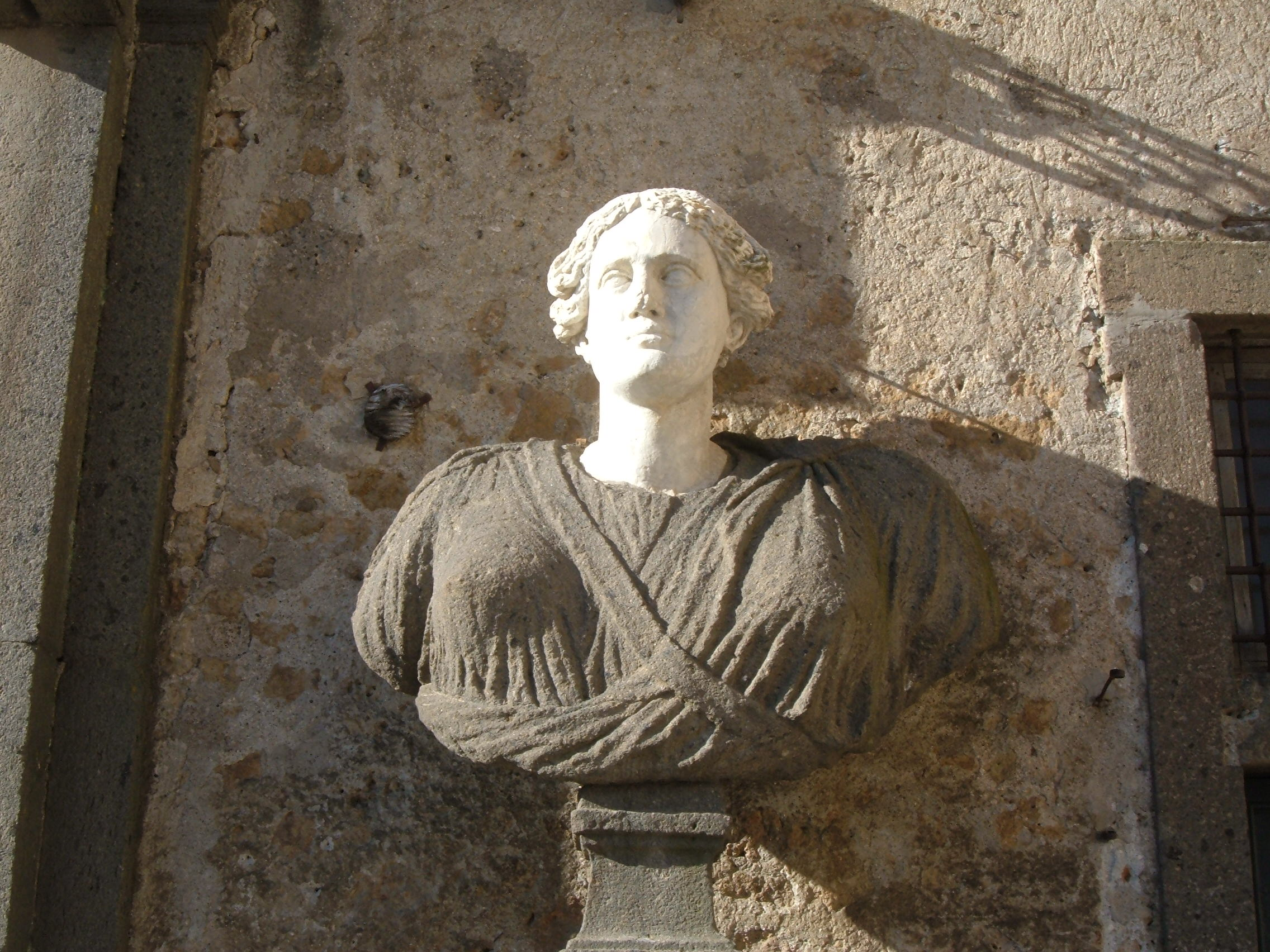
Socha před vchodem